# Uvariastrum
Genre
Uvariastrum Engl. & Diels est un genre de plantes à fleurs de la famille des Annonaceae dont les espèces sont trouvées en Afrique sub-saharienne.

## Liste d'espèces
Selon Catalogue of Life (16 janvier 2018) :
- Uvariastrum dependens (Engl. & Diels) Engl. & Diels
- Uvariastrum germainii Boutique
- Uvariastrum hexaloboides (R. E. Fr.) R. E. Fr.
- Uvariastrum modestum Diels
- Uvariastrum neglectum Paiva
- Uvariastrum pierreanum Engl.
- Uvariastrum pynaertii De Wild.
- Uvariastrum zenkeri Engl. & Diels

Selon NCBI (16 janvier 2018) :
- Uvariastrum insculptum
- Uvariastrum pierreanum
- Uvariastrum pynaertii

Selon The Plant List (16 janvier 2018) :
- Uvariastrum germainii Boutique
- Uvariastrum hexaloboides (R.E. Fr.) R.E. Fr.
- Uvariastrum insculptum (Engl. & Diels) Sprague & Hutch.
- Uvariastrum modestum Diels
- Uvariastrum neglectum Paiva
- Uvariastrum pierreanum Engl. & Diels
- Uvariastrum pynaertii De Wild.
- Uvariastrum zenkeri Engl. & Diels

Selon Tropicos (16 janvier 2018) (Attention liste brute contenant possiblement des synonymes) :
- Uvariastrum elliotianum (Engl. & Diels) Sprague & Hutch
- Uvariastrum germainii Boutique
- Uvariastrum hexaloboides (R.E. Fr.) R.E. Fr.
- Uvariastrum insculptum (Engl. & Diels) Sprague & Hutch.
- Uvariastrum modestum Diels
- Uvariastrum neglectum Paiva
- Uvariastrum pierreanum Engl. & Diels
- Uvariastrum pynaertii De Wild.
- Uvariastrum zenkeri Engl. & Diels